# تیا دورا
تئودورا پاولوفسکا (به انگلیسی:‌ Teya Dora و به صربی: Теодора Павловска، زاده ۱ مهٔ ۱۹۹۲)، معروف به تیا دورا (به زبان سیریلیک صربی: Теја Дора)، خواننده و ترانه سرای صربستانی است. او بیشتر به خاطر تک آهنگ خود جانونم"Džanum" شناخته می شود که در پلتفرم رسانه های اجتماعی تیک تاک و پلتفرم های مختلف موسیقی محبوبیت پیدا کرده است.
او نماینده صربستان در یوروویژن ۲۰۲۴ بود.

## زندگی
تئودورا پاولوسکا در سال ۱۹۹۲ در بور صربستان به دنیا آمد و بعداً به بلگراد نقل مکان کرد. او به تحصیل موسیقی در کالج موسیقی برکلی در بوستون، ایالات متحده ادامه داد.
او فعالیت خود را در صحنه موسیقی صربستان به عنوان ترانه سرا و آهنگساز آغاز کرد. 
دورا اولین آهنگ خود را به عنوان یک هنرمند، "Da na meni je" در جولای ۲۰۱۹ منتشر کرد که به یک موفقیت تبدیل شد. بین سال‌های ۲۰۲۰ تا ۲۰۲۳، او چندین آهنگ برای مجموعه فیلم صربستانی بادهای جنوبی نوشت.در سال ۲۰۲۳ او آهنگ "Džanum" را منتشر کرد که پس از تیراندازی در مدرسه بلگراد در پلتفرم رسانه های اجتماعی تیک تاک محبوب شد. این تک‌آهنگ به رتبه ششم جدول آهنگ‌های بیلبورد در کرواسی رسید و در نمودار جهانی آهنگ‌های ویروسی روزانه در اسپاتیفای به جایگاه چهارم رسید.او نماینده صربستان در مسابقه آواز یوروویژن ۲۰۲۴ است. 